# (20495) Rimavská Sobota
(20495) Rimavská Sobota, désignation internationale (20495) Rimavska Sobota, est un astéroïde de la ceinture principale.

## Description
(20495) Rimavska Sobota est un astéroïde de la ceinture principale. Il fut découvert le 15 août 1999 à l'Observatoire d'Ondřejov par Petr Pravec et Peter Kušnirák. Il présente une orbite caractérisée par un demi-grand axe de 2,60 UA, une excentricité de 0,10 et une inclinaison de 15,3° par rapport à l'écliptique.

## Compléments